# Niedersächsischer Eissport-Verband
Der Niedersächsische Eissport-Verband (NEV), auch Landeseissportverband (LEV) Niedersachsen genannt, ist der Fachverband für den Eissport in Niedersachsen. Eissport wird in Niedersachsen in den Sportarten Eishockey, Eiskunstlauf, Eistanz, Eisstocksport und Eisschnelllauf angeboten.

## Eishockey
Der NEV ist zuständig für den Amateur-Spielbetrieb bei den Frauen und der Männern sowie im Nachwuchsbereich. Im Nachwuchsbereich stellt er zudem Auswahlteams zusammen. Der NEV arbeitet dabei im sogenannten Nordverbund mit dem Bremer Eis- und Rollsport-Verband, dem Hamburger Eis- und Rollsport-Verband, dem Landeseissport-Verband Mecklenburg-Vorpommern und dem Landeseissportverband Schleswig-Holstein zusammen und übernimmt als größter der beteiligten Landesverbände die Organisation des gemeinsamen Spielbetriebs.

### Männer
Der NEV organisiert derzeit (Stand 2020) folgende Ligen für den Nordverbund:
- Regionalliga Nord (vierthöchste Spielklasse)
- Verbandsliga Nord
- Landesliga Nord (in mehreren Staffeln)

Niedersächsische Clubs in höheren Spielklassen sind die Grizzlys Wolfsburg (DEL) sowie die Hannover Indians und die Hannover Scorpions (beide Oberliga, dritthöchste Spielklasse).

#### Niedersächsische Landesmeister (unvollständig)
Landesliga Niedersachsen als zweithöchste Spielklasse (1948–1958)
In der Saison 1947/48, also noch vor der Gründung der Landesliga Niedersachsen,  starteten die Harzer Mannschaften WSV 47 Clausthal-Zellerfeld, EV Hahnenklee, WSV Bad Sachsa und der WSV Braunlage eine gemeinsame kleine Meisterschaftsrunde auf Natureis. In der Saison 1948/49 wurde in Niedersachsen eine Meisterschaftsrunde ausgetragen. Das Feld der Harzer Teams wurde durch die ESG Hannover komplettiert. Über weite Teile der 1950er- und 1960er-Jahre wurde der Titel um die Landesmeisterschaft Niedersachsens vorwiegend zwischen den Harzer Vereinen WSV Braunlage, WSV Clausthal-Zellerfeld und SG Hahnenklee sowie der ESG Hannover ausgespielt.
Bis zur Einführung der Eishockey-Bundesliga zur Saison 1958/59 war die Oberliga die höchste Spielklasse im deutschen Eishockey, die Landesligen bildeten die zweithöchste Spielklasse. Die Meister der Landesligen, und somit auch der jeweilige Meister der Landesliga Niedersachsen, waren berechtigt, an der Oberliga bzw. an der Aufstiegsrunde zur Oberliga teilzunehmen. Dies wurde lediglich ein Mal in Anspruch genommen, und zwar vom WSV Braunlage, der in der Saison 1950/51 für zwei Spiele in der damals erstklassigen Oberliga, Vorrunde Nord, auftauchte.
1949
1950 WSV Braunlage, Endspiel: WSV Braunlage – ESG Hannover 3:2
1951 WSV Clausthal-Zellerfeld
1952 ESG Hannover
1953 ESG Hannover, Endspiel: ESG Hannover – WSV Braunlage 2:0 (in Hamburg)
1954
1955
1956 WSV Braunlage
1957
1958
Landesliga Niedersachsen als dritthöchste Spielklasse (1958–1961)
Mit der Einführung der Eishockey-Bundesliga wurde die Oberliga zur zweithöchsten Spielklasse, die Landesliga Niedersachsen wurde darunter somit nur noch die dritthöchste Spielklasse im deutschen Eishockey-Ligensystem.
1959 WSV Braunlage, Endspielsieg mit 7:4
1960 RESG Hannover
1961 RESG Hannover
Landesliga Niedersachsen als vierthöchste Spielklasse (1961–1973)
Zur Saison 1961/62 wurde die Gruppenliga als dritthöchste Spielklasse unter der Bundesliga und der Oberliga eingeführt. Ab der Saison 1965/66 trat die Regionalliga an die Stelle der Gruppenliga als dritthöchste Spielklasse. Somit war die Landesliga Niedersachsen nun die vierthöchste Spielklasse. Ab der Saison 1961/62 spielte aus Niedersachsen die RESG Hannover (ab 1963/64 EC Hannover) oberhalb der Landesliga Niedersachsen in der Gruppenliga bzw. in der Regionalliga. Alle weiteren niedersächsischen Teams spielten in der Landesliga.
1962
1963
1964 WSV Braunlage
1965
1966
1967
1968
1969
1970
1971
1972
1973
1974
Landesliga Niedersachsen, Niedersachsenliga (ab 1973)
Mit der Einführung der Zweiten Eishockey-Bundesliga zwischen der Bundesliga und der Oberliga ab der Saison 1973/74 wurde die Landesliga Niedersachsen schließlich fünftklassig. In späteren Jahren wurde die Niedersachsenliga als höchste niedersächsische Eishockeyliga zwischengeschaltet. Ab den 1970er-Jahren spielten dann mehrere niedersächsische Teams oberhalb der rein niedersächsischen Ligen, insbesondere EC Hannover, WSV Braunlage, SC Altenau und EC Nordhorn.
Landesliga Niedersachsen
1984 TuS Harsefeld Tigers
1985 EC Braunlage Ib
1986 ERB Bremen
1987 REV Bremerhaven Ib
Niedersachsenliga
1988 ESC Wolfsburg 1b
1989 ESV Wilhelmshaven
1990 REV Bremerhaven 1b
1991 TSV Adendorf
1992 EC Nordhorn
1993 TSV Wulsdorf
1994 MTV Soltau
Ligen im Nordverbund
Im sogenannten Nordverbund spielen die niedersächsischen Teams seit einigen Jahren von der Landesliga (unterste Spielklasse) bis zur Regionalliga Nord gemeinsam mit den Teams aus Bremen, Hamburg, Schleswig-Holstein und Mecklenburg-Vorpommern.

### Frauen
Bei den Frauen organisiert der NEV seit 1994 die 1. Frauenliga Nord/Ost als dritthöchste (gleichzeitig unterste) Spielklasse.